# Aschau im Chiemgau
Aschau im Chiemgau je obec v německé spolkové zemi Bavorsko. Je součástí zemského okresu Rosenheim ve vládním obvodu Horní Bavorsko. Žije zde přibližně 5 800 obyvatel.

## Geografie
Obec leží u hranic Německa s Rakouskem.

### Sousední obce
| Růžice kompasu | Frasdorf                     | Bernau am Chiemsee      | Grassau             | Růžice kompasu |
| Růžice kompasu | Samerberg Erl (Rakousko)     | Sever                   | Schleching          | Růžice kompasu |
| Růžice kompasu | Samerberg Erl (Rakousko)     | Aschau im Chiemgau      | Schleching          | Růžice kompasu |
| Růžice kompasu | Samerberg Erl (Rakousko)     | Jih                     | Schleching          | Růžice kompasu |
| Růžice kompasu | Niederndorferberg (Rakousko) | Rettenschöss (Rakousko) | Walchsee (Rakousko) | Růžice kompasu |